# Copiadora tèrmica
Una copiadora tèrmica és un dispositiu (normalment de format calaix) amb un làmpada com a font d'escalfor en el seu interior. S'exposen fulls de qualsevol original a aquesta font d'escalfor conjuntament amb la futura còpia. Quan les zones negres de l'original fan que s'escalfin les corresponents del paper sensible, es produeixen reaccions químiques que les enfosqueixen. l'escalfor de la làmpada fa de revelador indirecte. Una vegada refredada la pel·lícula o el paper, s'obté una imatge estable en blanc i negre.
Hi ha diverses tecnologies de copiadores tèrmiques, que es comercialitzen en l'actualitat, entre elles hi ha les copiadores de transferència per a tatuatges, amb una gran varietat de fabricants que ofereixen dos tipus principals: el tipus amb capçal tèrmic i el tipus amb làmpada calefactora.

## Tipus amb capçal termo-resistiu
Les zones negres de l'original, una vegada escanejades, fan que la copiadora activi uns elements del capçal tèrmic que produeixen algun tipus de reacció química en el paper de còpia "termo-sensible" que enfosqueixen la seva superfície.
Procés: Un paper especial "termo-sensible" s'introdueix en la copiadora, al mateix temps, però no en contacte amb l'original. En realitat el paper termo-sensible és alimentat entre el capçal tèrmic i la platina rotativa. La copiadora, en escanejar l'original, envia un corrent elèctric als elements resistius seleccionats del capçal tèrmic, que generen escalfor. Els elements calents es corresponen amb les zones negres de l'original i, en estar pressionats contra el paper de còpia, fan enfosquir les àrees que toquen en el substrat "termo-sensible".

## Tipus amb làmpada calefactora
És una copiadora (normalment de format calaix) amb una làmpada com a font d'escalfor en el seu interior. Exposa fulls de qualsevol original a aquesta font d'escalfor en intim contacte amb la futura còpia. Fa un tipus de fotocòpia basat en el paper carbó (porpra/blau). Quan les zones negres de l'original fan que s'escalfin les corresponents del paper sensible, es produeixen reaccions químiques que les enfosqueixen. l'escalfor de la làmpada fa de revelador indirecte. Una vegada refredada la pel·lícula o el paper, s'obté una imatge estable en blanc i negre.
Procés: Un paper especial sensible a l'escalfor s'introdueix en la copiadora estretament unit a l'original. Hi ha un làmpada especial dins de la màquina que escalfa els dos papers original i futura còpia, a causa de la seva absorció d'escalfor, els traços de color negre de l'original s'escalfen més que les àrees blanques que reflecteixen la llum i no s'escalfen tant. Aquestes àrees negres, en estar més calentes i pressionades contra el paper copia, fan enfosquir les zones amb substrat sensible a l'escalfor en contacte amb elles.

## Usos
- Transparències tèrmiques - Tenen una capa de sal de plata/halur de plata. Quan qualsevol part d'ella s'escalfa es torna marró fosc.[4]
- Pantalla tèrmica per a serigrafia - Aquestes pantalles de seda tenen una emulsió especial. Quan s'escalfa, l'emulsió es crema deixant a la vista la pantalla de seda.
- Paper màster de còpia a l'alcohol. De gran ús avui dia en la tècnica de tatuatges. Cada màster té 4 fulls:
  - El full superior és de color blanc. Aquesta és la capa on serà transferida la imatge.
  - El segon full no està enganxat i és d'un blanc lletós. Normalment aquest full es llença abans d'impressionar.
  - El tercer full és el paper carbó (porpra/blau). Prement amb un objecte punxegut o escalfant aquesta capa de recobriment la tinta es transfereix al full superior deixant una imatge de color porpra/blau.[5]
  - El quart full és grog i serveix per aguantar l'original en el seu lloc quan s'utilitza en una copiadora a l'alcohol o en una màquina d Ciclostil.